# انجیل‌سی یک
انجیل‌سی یک یک روستا در ایران است که در دهستان سجادرود شهرستان بابل واقع شده‌است. انجیل‌سی یک ۳۲ نفر جمعیت دارد.

## جمعیت
این روستا در بخش بندپی شرقی قرار دارد و براساس سرشماری مرکز آمار ایران در سال ۱۳۸۵، جمعیت آن ۳۲ نفر (۶ خانوار) بوده‌است.